# Katinka Heyns
Katinka Heyns (nacida el 20 de septiembre de 1947) es una actriz y cineasta sudafricana. Es conocida por incluir perspectivas feministas en sus películas, así como por comentar sobre la política y la cultura sudafricanas. Su película Paljas, fue seleccionada como entrada sudafricana para la categoría Mejor película en lengua extranjera, pero no fue nominada, en la edición setenta de los Premios de la Academia.

## Biografía
Heyns nació el 20 de septiembre de 1947. Asistió a la Universidad de Pretoria y se licenció en arte con especialización en teatro. Estuvo casada con el escritor Chris Barnard, con quien tiene un hijo.

## Carrera profesional
Debutó como actriz en Katrina (1969) de Jans Rautenbach. Luego fue elegida para varias de las películas del director, como Janie Totsiens (1970), Pappa Lap (1971) y Eendag op 'n Reendag (1975).
A pesar de la política de apartheid en Sudáfrica, y las severas leyes de censura, realizó documentales sobre personas literarias. Fundó la productora Sonneblom Films en 1974, a través de la cual pudo crear largometrajes únicos para su estilo particular. Todos los guiones de sus largometrajes fueron escritos por su esposo Chris Barnard. Sus películas incluyen: Fiela se Kind (1987), Die Storie van Klara Viljee (1991), Paljas (1997) y Die Wonderwerker (2012).

### Estilo de cine
Su estilo ha sido fuertemente influenciado por el cineasta Jans Rautenbach. En una industria dominada por hombres, Heyns crea películas que se enfocan en el empoderamiento y experiencias femeninas. Keyan G. Tomaselli, profesor de la Universidad de KwaZulu-Natal, señala cómo sus películas pueden comentar sobre el clima político sudafricano, aplicando una lente feminista. Sus películas intentan retratar experiencias políticas y culturales que son específicas de su país, mientras que otros directores de su época se enfocaron en reproducir el estilo estadounidense. Sus proyectos evocan temas de relaciones, amor y lucha, al tiempo que cuestionan las representaciones de género en la cultura sudafricana. A través de sus películas, intenta traer temas e ideas menos conocidos a la conversación global, como enfermedades mentales y empoderamiento femenino, en el contexto cultural sudafricano.

## Filmografía
| Proyecto                       | Año  | Rol       |
| ------------------------------ | ---- | --------- |
| Katrina                        | 1969 | Actriz    |
| Jannie Totsiens                | 1970 | Actriz    |
| Pappalap                       | 1971 | Actriz    |
| Eendag op 'n Reendag           | 1975 | Actriz    |
| Fiela Se Kind                  | 1988 | Directora |
| Die Storie van Klara Viljee    | 1992 | Directora |
| Paljas                         | 1998 | Directora |
| Feast of the Uninvited         | 2008 | Directora |
| Living with Bipolar Disorder   | 2009 | Directora |
| Die Rebellie van Lafras Verwey | 2017 | Directora |